# Keilhaus topp
De Keilhaus topp is een berg behorende bij de gemeente Lom in de provincie Oppland in Noorwegen. De berg, gelegen in Nationaal park Jotunheimen, heeft een hoogte van 2355 meter en behoort tot de hoogste toppen van Noorwegen. Doordat de berg slechts een prominentie van 20 meter heeft, wordt het vaak niet aangemerkt als een aparte bergtop. Circa 750 meter ten oosten van de berg ligt de Galdhøpiggen, de hoogste berg van Noorwegen.
De Keilhaus topp is onderdeel van het gebergte Jotunheimen.